# Акс Шварц, Фабиан
Фабиан Акс Шварц (швед. Fabian Ax Swartz; род. 12 февраля 2004) — шведский горнолыжник, бронзовый призёр чемпионата мира 2025 года в смешанных командных соревнованиях. Специализируется в слаломных дисциплинах.

## Биография и спортивная карьера
Акс Шварц дебютировал в международных гонках под эгидой FIS 15 января 2021 года в гигантском слаломе в Суомо. В марте 2022 года принял участие в чемпионате мира среди юниоров в Панораме, стал серебряным призёром в слаломе. По завершении сезона 2022/23 годов Акс Шварц стал чемпионом Швеции в слаломе.
18 ноября 2023 года дебютировал на этапах Кубка мира в слаломе Гургле, однако в первом же раунде выбыл. 21 января 2024 года Акс Шварц набрал свои первые очки в зачёт Кубка мира, на трассе слалома в Кицбюэле, заняв 20-е место. Н этапе Кубка мира, 23 декабря 2024 года, в слаломе в Альта-Бадиа занял 11-е место.
В 2025 году на чемпионате мира в австрийском Зальбахе, Фабиан в составе смешанной команды Швеции в параллельном гигантском слаломе завоевал бронзовую медаль.

## Выступления на крупнейших соревнованиях

### Чемпионаты мира
| Чемпионат мира | Скоростной спуск | Супергигант | Гигантский слалом | Слалом | Комбинация | Команды | Паралл. гигантский слалом |
| -------------- | ---------------- | ----------- | ----------------- | ------ | ---------- | ------- | ------------------------- |
| 2025 Зальбах   | —                | —           | —                 | —      | —          | 3       | —                         |